# 재오 한국인
재오 동포(在墺 同胞, 독일어: Koreaner in Österreich)는 오스트리아에 사는 한국인과 한국계 오스트리아인을 통틀어 지칭하는 말이다. 재오 동포 인구는 2,700명에 달하며 대부분 빈에 거주한다.
2012년 문화 교류를 위해 빈 도나우 공원에 한인문화회관을 건립하였다.

## 유명 인사
오스트리아에 거주한 한인으로 작곡가 홍연택, 기타리스트 이병우, 음악가 하임, 요리연구가 김소희 등이 있다.

## 같이 보기
- 유럽의 인구
- 한독근로자채용협정
- 대한민국-오스트리아 관계
- 재독 한국인